# 1344년

## 연호
- 원(元) 지정(至正) 4년
- 일본(日本) 남조(南朝) 고코쿠(興国) 5년
- 일본(日本) 북조(北朝) 고에이(康永) 3년
- 쩐 왕조(陳朝) 티에우퐁(紹豊) 4년

## 기년
- 원(元) 혜종(惠宗) 12년
- 고려(高麗) 충혜왕(忠惠王) 복위 5년
- 쩐 왕조(陳朝) 유종(裕宗) 4년

## 사건
- 충혜왕, 왕의 자리에서 쫓겨난 채 원나라로 압송.
- 12월 21일 게양현으로 귀양 가던 도중 악양현에서 독살당함. 그의 나이는 30세.
- 충혜왕의 장남 흔이 8살의 나이로 왕위에 오름. 고려 29대 국왕 충목왕. 덕녕공주 섭정.

## 사망
- 12월 21일, 고려 28대 왕 충혜왕